# باراكامون
باراكامون (باليابانية: ばらかもん، بالروماجي: Barakamon) سلسلة مانغا يابانية مكتوبة ومصورة من قبل ساتسوكي يوشينو. بدأ التسلسل في سكوير إنيكس غانغان على الإنترنت في شباط / فبراير 2009. القصة يحكي عن سنسي هاندا، الخطاط الذي ينتقل عن جزر غوتو  قبالة الساحل الغربي كيوشو، وله العديد من التفاعلات مع شعب الجزيرة. أعلن بدأ البث في تموز / يوليو 6 2014، وانتهى في 27 أيلول / سبتمبر 2014. في فبراير / شباط 2014، ين  أعلنت أنها رخصت الإصدار الإنجليزي في أمريكا الشمالية.
بدأ المسلسل في تشرين الثاني / نوفمبر 2013. الموضوع من سكوير انيكس الشهري شونين غانغان مجلة. بدأ بث الأنمي في 8 يوليو / تموز 2016 وأنتهى في 23 سبتمبر 2016.

## وصلات خارجية
- المانجا الموقع الرسميالموقع الرسمي
 (باللغة اليابانية)
- أنيمي الموقع الرسميالموقع الرسمي
 (باللغة اليابانية)
- هاندا كون (أنيمي) في TBS (باللغة اليابانية)
- باراكامون على موقع ANN manga (الإنجليزية)